# Hasan Basry
Pour les articles homonymes, voir Basry.
Hasan Basry, né le 17 juin 1923 à Kandangan (en) et mort le 15 juillet 1984, est un guerrier indonésien, nommé Héros national.